# Římskokatolická farnost Nová Paka
Římskokatolická farnost Nová Paka je územním společenstvím římských katolíků v rámci jičínského vikariátu královéhradecké diecéze.

## O farnosti

### Historie
Z roku 1357 pochází první zmínka o kostele v Nové Pace. V roce 1701 přišel do Nové Paky na pozvání majitele panství řád paulánů, který zde zřídil jeden ze svých konventů s kostelem Nanebevzetí Panny Marie. V souvislosti se stavbou konventu byl přestavěn i dosavadní farní kostel sv. Mikuláše.
V souvislosti se slučováním farností v královéhradecké diecézi afilovala novopacká farnost dosavadní samostatné farnosti Levínská Olešnice a Úbislavice a expozituru Stará Paka.

### Současnost
Farnost má sídelního duchovního správce, který spravuje pouze tuto jedinou farnost.

### Duchovní správci
- 1844–1874 R.D. Alois Machačka (farář)
- 1874–1877 R.D. Václav Částek (farář)
- 1877–1884 R.D. Jan Vošoust (farář)
- 1884–1901 R.D. Josef Fidler (farář)
- 1901–1912 R.D. Jan Vomočil (farář)
- 1912–1936 R.D. Jan Groh (farář)
- 1937–1959 R.D. František Rais (farář)
- 1960–1982 R.D. Josef Holubec (1915 - 1984) (interkalární administrátor)
- 1982–2005 R.D. Mons. Karel Exner (farář)
- 2005–současnost R.D. Mgr. Pavel Kalita (od 1. 11. 2018 farář)

### Kaplani
- 1922 - 1944 R.D. Jan Pospíšil
- 1932 - 1933 R.D. František Vosáhlo
- 1933 - 1937 R.D. Josef Šikl
- 1938 - 1940 R.D. Jaroslav Cyril Ptáček
- 1940 - 1946 R.D. Josef Holubec
- 1944 - 1945 R.D. Jan Šimek
- 1946 - 1947 R.D. Miroslav Zavřel
- 1947 - 1949 R.D. Josef Kacálek
- 1997 - 1998 R.D. ThLic. Prokop Brož
- 1998 - 1999 R.D. Mgr. Viliam Vágner
- 1999 - 2000 R.D. Mgr. Josef Ziaťko
- 2000 - 2002 R.D. Mgr. Valentin Karol Laburda OP
- 2002 - 2005 R.D. Mgr. Stanislaw Sikora
- 2005 (od 1.8. do 1.11.) R.D. Mgr. Tomáš Kvasnička

| Kostel                         | Místo             | Bohoslužba                        | Bohoslužba                                                            | Poznámka         |
| ------------------------------ | ----------------- | --------------------------------- | --------------------------------------------------------------------- | ---------------- |
| Kostel Všech sv.               | Levínská Olešnice | neděle středa                     | 10.45 16.00 v zimě, 17.00 v létě                                      | filiální kostel  |
| Kostel svatého Mikuláše        | Nová Paka         | pondělí úterý středa pátek sobota | 6.30 17.00 v zimě, 18.00 v létě 8.30 17.00 v zimě, 18.00 v létě 17.00 | farní kostel     |
| Kostel Nanebevzetí Panny Marie | Nová Paka         | neděle                            | 9.00                                                                  | klášterní kostel |
| Kostel svatého Vavřince        | Stará Paka        | neděle čtvrtek                    | 7.30 17.00 v zimě, 18.00 v létě                                       | filiální kostel  |
| Kostel sv. Petra a Pavla       | Stav              | 4x ročně v neděli v 17.00 hod.    | 4x ročně v neděli v 17.00 hod.                                        | filiální kostel  |
| Kostel Nejsvětější Trojice     | Štikov            | 4x ročně v neděli v 17.00 hod.    | 4x ročně v neděli v 17.00 hod.                                        | filiální kostel  |